# 1885 год
1885 (ты́сяча восемьсо́т во́семьдесят пя́тый) год  по григорианскому календарю — невисокосный год, начинающийся в четверг. Это 1885 год нашей эры, 5‑й год 9‑го десятилетия XIX века 2‑го тысячелетия, 6‑й год 1880‑х годов. Он закончился 140 лет назад.
| Пн | Вт | Ср | Чт | Пт | Сб | Вс |
|    |    |    | 1  | 2  | 3  | 4  |
| 5  | 6  | 7  | 8  | 9  | 10 | 11 |
| 12 | 13 | 14 | 15 | 16 | 17 | 18 |
| 19 | 20 | 21 | 22 | 23 | 24 | 25 |
| 26 | 27 | 28 | 29 | 30 | 31 |    |

| Пн | Вт | Ср | Чт | Пт | Сб | Вс |
|    |    |    |    |    |    | 1  |
| 2  | 3  | 4  | 5  | 6  | 7  | 8  |
| 9  | 10 | 11 | 12 | 13 | 14 | 15 |
| 16 | 17 | 18 | 19 | 20 | 21 | 22 |
| 23 | 24 | 25 | 26 | 27 | 28 |    |

| Пн | Вт | Ср | Чт | Пт | Сб | Вс |
|    |    |    |    |    |    | 1  |
| 2  | 3  | 4  | 5  | 6  | 7  | 8  |
| 9  | 10 | 11 | 12 | 13 | 14 | 15 |
| 16 | 17 | 18 | 19 | 20 | 21 | 22 |
| 23 | 24 | 25 | 26 | 27 | 28 | 29 |
| 30 | 31 |    |    |    |    |    |

| Пн | Вт | Ср | Чт | Пт | Сб | Вс |
|    |    | 1  | 2  | 3  | 4  | 5  |
| 6  | 7  | 8  | 9  | 10 | 11 | 12 |
| 13 | 14 | 15 | 16 | 17 | 18 | 19 |
| 20 | 21 | 22 | 23 | 24 | 25 | 26 |
| 27 | 28 | 29 | 30 |    |    |    |

| Пн | Вт | Ср | Чт | Пт | Сб | Вс |
|    |    |    |    | 1  | 2  | 3  |
| 4  | 5  | 6  | 7  | 8  | 9  | 10 |
| 11 | 12 | 13 | 14 | 15 | 16 | 17 |
| 18 | 19 | 20 | 21 | 22 | 23 | 24 |
| 25 | 26 | 27 | 28 | 29 | 30 | 31 |

| Пн | Вт | Ср | Чт | Пт | Сб | Вс |
| 1  | 2  | 3  | 4  | 5  | 6  | 7  |
| 8  | 9  | 10 | 11 | 12 | 13 | 14 |
| 15 | 16 | 17 | 18 | 19 | 20 | 21 |
| 22 | 23 | 24 | 25 | 26 | 27 | 28 |
| 29 | 30 |    |    |    |    |    |

| Пн | Вт | Ср | Чт | Пт | Сб | Вс |
|    |    | 1  | 2  | 3  | 4  | 5  |
| 6  | 7  | 8  | 9  | 10 | 11 | 12 |
| 13 | 14 | 15 | 16 | 17 | 18 | 19 |
| 20 | 21 | 22 | 23 | 24 | 25 | 26 |
| 27 | 28 | 29 | 30 | 31 |    |    |

| Пн | Вт | Ср | Чт | Пт | Сб | Вс |
|    |    |    |    |    | 1  | 2  |
| 3  | 4  | 5  | 6  | 7  | 8  | 9  |
| 10 | 11 | 12 | 13 | 14 | 15 | 16 |
| 17 | 18 | 19 | 20 | 21 | 22 | 23 |
| 24 | 25 | 26 | 27 | 28 | 29 | 30 |
| 31 |    |    |    |    |    |    |

| Пн | Вт | Ср | Чт | Пт | Сб | Вс |
|    | 1  | 2  | 3  | 4  | 5  | 6  |
| 7  | 8  | 9  | 10 | 11 | 12 | 13 |
| 14 | 15 | 16 | 17 | 18 | 19 | 20 |
| 21 | 22 | 23 | 24 | 25 | 26 | 27 |
| 28 | 29 | 30 |    |    |    |    |

| Пн | Вт | Ср | Чт | Пт | Сб | Вс |
|    |    |    | 1  | 2  | 3  | 4  |
| 5  | 6  | 7  | 8  | 9  | 10 | 11 |
| 12 | 13 | 14 | 15 | 16 | 17 | 18 |
| 19 | 20 | 21 | 22 | 23 | 24 | 25 |
| 26 | 27 | 28 | 29 | 30 | 31 |    |

| Пн | Вт | Ср | Чт | Пт | Сб | Вс |
|    |    |    |    |    |    | 1  |
| 2  | 3  | 4  | 5  | 6  | 7  | 8  |
| 9  | 10 | 11 | 12 | 13 | 14 | 15 |
| 16 | 17 | 18 | 19 | 20 | 21 | 22 |
| 23 | 24 | 25 | 26 | 27 | 28 | 29 |
| 30 |    |    |    |    |    |    |

| Пн | Вт | Ср | Чт | Пт | Сб | Вс |
|    | 1  | 2  | 3  | 4  | 5  | 6  |
| 7  | 8  | 9  | 10 | 11 | 12 | 13 |
| 14 | 15 | 16 | 17 | 18 | 19 | 20 |
| 21 | 22 | 23 | 24 | 25 | 26 | 27 |
| 28 | 29 | 30 | 31 |    |    |    |

## События
- 28 февраля — президент Гватемалы Хусто Руфино Барриос опубликовал декрет об объединении Гватемалы, Гондураса, Сальвадора, Никарагуа и Коста-Рики в единое государство и провозгласил себя верховным военным руководителем Центральной Америки[1].
- 10 марта — Мексика направила Гватемале предупредительную ноту с требованием отказаться от планов объединения Центральной Америки[2].
- 30 марта
  - Бой на Кушке: Российская империя отвоевала у афганцев свой самый южный предел.
  - Армия Гватемалы вторглась в Сальвадор с целью объединения Центральной Америки[3].
- 2 апреля — в бою под Чалчуапой в Сальвадоре убит президент Гватемалы Хусто Руфино Барриос. Процесс объединения Центральной Америки прекращён[3].
- 6 апреля — президентом Гватемалы стал консерватор Мануэль Лисандро Барильяс. Правление либеральной партии закончилось[4].
- 9 июня — в Тяньцзине подписан договор между Китаем и Францией, завершивший Франко-китайскую войну. Китай признал протекторат Франции над Вьетнамом и предоставил ей торговые привилегии в провинциях Юньнань и Гуанси[5].
- 17 июня — в Нью-Йорк на борту французского парохода «Isere» прибыл дар французского народа Соединённым Штатам — статуя Свободы (для транспортировки разобрана на 350 частей; правая рука с факелом — также в разобранном виде — была доставлена ещё в 1876 году).
- 29 августа получен патент на первый мотоцикл.
- 5 ноября—30 ноября — Константинопольская конференция послов России, Германии, Великобритании, Франции, Австро-Венгрии и Италии с участием представителя Турции по вопросу об объединении Болгарии и Восточной Румелии. Стороны не пришли к соглашению. Заключительный протокол был подписан в 1886 году.[6].
- 22 декабря — в Японии учреждён пост премьер-министра. Первым премьером стал Ито Хиробуми. Ито Хиробуми

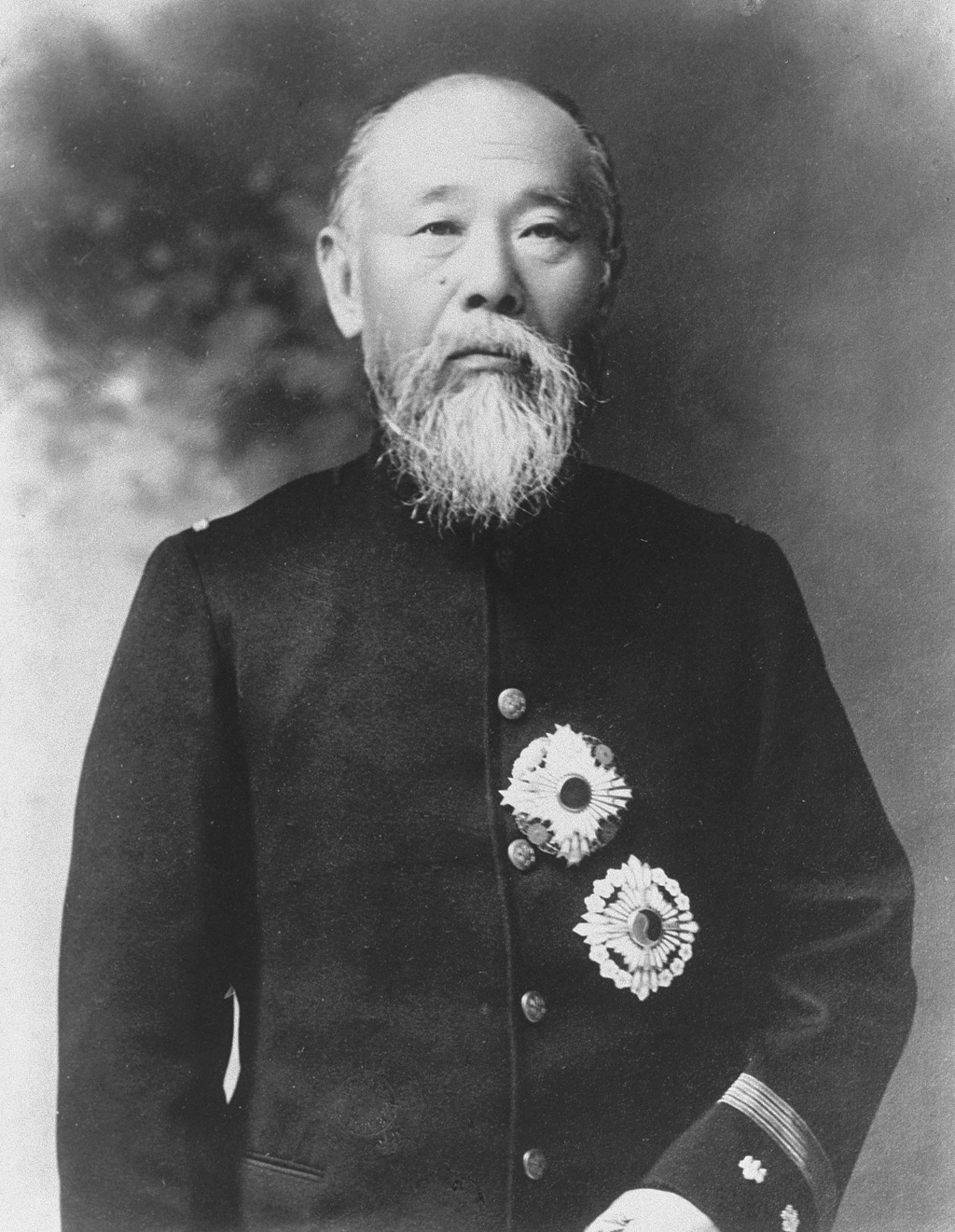
Ито Хиробуми

- 25 декабря — В Нижнем Новгороде сдана в эксплуатацию первая городская телефонная станция.
- 28 декабря — в Бомбее открылся учредительный съезд, на котором была создана партия Индийский национальный конгресс[7].

## Наука и техника
- Английский инженер Джон Кемп Старли, владелец и основатель Rover Company, демонстрирует общественности первый велосипед современного типа — с цепным приводом на заднее колесо (вместо переднеприводных велосипедов с огромным передним колесом, называвшихся пенни-фартинг), названный им Rover Safety Bicycle.
- Закончено строительство Хоум-иншурэнс-билдинг, первого в мире небоскреба с металлическим несущим каркасом.

## Родились
См. также: Категория:Родившиеся в 1885 году
- 8 января
  - Виктор Николаевич Пепеляев, депутат Государственной Думы, премьер-министр в правительстве Колчака (ум. 1920).
  - Джон Кэртин, австралийский государственный и политический деятель, премьер-министр Австралии в 1941—1945 годах (ум. 1945).
- 21 января
  - Умберто Нобиле, итальянский дирижаблестроитель, исследователь Арктики, генерал (ум. 1978).
  - Михаил Васильевич Фрунзе, российский революционер, советский государственный и военный деятель (ум. 1925).
- 21 февраля — Герман Пистер, оберфюрер СС, комендант концлагерей Бухенвальд и Хинцерт (ум. в 1948).
- 5 июня — Фред Эллис, американский художник, график, карикатурист (ум. в 1965).
- 30 июня — Виктор Шаубергер, австрийский изобретатель, спроектировал принципиально новый электрогенератор.
- 7 октября — Нильс Бор, датский физик, лауреат нобелевской премии по физике в 1922 (ум. 1962).
- 7 ноября — Михаил Павлович Бобышов, советский художник и педагог, народный художник Российской Федерации (ум. 1964).
- 25 ноября
- Мыржакып Дулатулы, казахский поэт, писатель, один из лидеров правительства «Алаш-Орды» и национально-освободительного движения Казахстана.
- Семён Михайлович Нахимсон, революционер, член ВЦИК РСФСР, 1-й комиссар латышских стрелков (ум. 1918).

## Скончались
См. также: Категория:Умершие в 1885 году
- 15 января — Антоний Эдвард Одынец, польский поэт, переводчик, мемуарист (род. 1804).
- 27 января — Миша Анастасиевич, второй богатейший человек в Сербии в XIX веке (род. 1815).
- 9 февраля — Иоанн Цезарь Годефруа (род. 1813), гамбургский купец, основатель «Музея Годефруа»[нем.][8].
- 2 марта — Ян Казимир Вильчинский, врач, коллекционер, издатель «Виленского альбома» (род. 1806).
- 3 апреля — Артур Пембер, первый Президент Футбольной Ассоциации Англии, журналист, писатель (род. 1835).
- 20 апреля — Владимир Степанович Курочкин, русский драматург, переводчик, издатель (род. 1829).
- 3 мая — Александр Карагеоргиевич, князь Сербии в 1842 — 1859 годах (род. 1806)
- 15 мая — Константин Дмитриевич Кавелин, русский историк, правовед и социолог, публицист (род. 1818).
- 22 мая — Виктор Гюго, французский писатель (род. 1802).
- 28 мая — Александр Альбер, французский революционер-социалист, один из ведущих деятелей революции 1848 года во Франции (род.1815).
- 23 июля — Улисс Симпсон Грант, американский политический и военный деятель, полководец северян в годы Гражданской войны в США, 18-й президент США (род. 1822).
- 28 июля — Сэр Мозес (Моше) Хаим Монтефиоре, один из известнейших британских евреев XIX века, финансист, общественный деятель и филантроп.
- 19 ноября — Николай Яковлевич Данилевский, русский социолог, экономист, публицист и естествоиспытатель (род. 1822).
- 28 ноября — Ян (Иван Иванович) Паплонский, действительный статский советник, писатель—публицист и педагог Царства Польского (род. 1819).